# Foundations of Real‑World Economics (книга)
Foundations of Real-World Economics: What Every Economics Student Needs to Know книга Джона Комлоса 2019 року, в якій стверджується, що турбулентність 21-го століття, яка включає в себе бульбашку доткомів, фінансову кризу 2008 року, зростання правого популізму, пандемію ковіду та численні війни, не може бути належним чином зрозуміла традиційною економікою, що ґрунтується на ідеях 20-го століття.

## Анотація до книги
Книга описує ситуацію тих, хто постраждав від економічної політики неоліберальних економістів. В ній критикуються ті, хто виступав за зниження податків і морив державу голодом, ті, хто підтримував дерегуляцію, що призвела до кризи 2008 року, і ті, хто виступав за гіперглобалізацію, яка призвела до утворення іржавого поясу і зростання невдоволення.
Книга пропонує погляд на те, як насправді працює економіка для пересічної людини, а не так, як це уявляють собі науковці в університетських аудиторіях. Представлено альтернативний погляд на економіку; показано, що раціонально-агентська модель homo-ocoenomicus не працює в реальному світі. Вона показує, що олігополії є набагато кращим описом сьогоднішніх багатонаціональних мегакорпорацій, ніж досконало конкурентна структура.
Книга демонструє, наскільки хибним є застосування надмірно спрощених моделей до реального світу. У книзі представлені статті Канемана про поведінкову економіку, Гелбрейта про необхідність врівноваження влади, Кейса і Дітона про смерть від відчаю, Мінського про фінансову нестабільність, Кругмана про нову теорію торгівлі, Роулза про справедливість, Стігліца про витіснення середнього класу, Саймона про обмежену раціональність і Веблена про демонстративне споживання. Книга виступає за гуманістичну економіку і за капіталізм з людським обличчям.
Книга була перекладена російською, німецькою, угорською, румунською,  та китайською мовами.